# Ahmed Tidiane Souaré
 (mars 2025).
Si vous disposez d'ouvrages ou d'articles de référence ou si vous connaissez des sites web de qualité traitant du thème abordé ici, merci de compléter l'article en donnant les références utiles à sa vérifiabilité et en les liant à la section « Notes et références ».
Ahmed Tidiane Souaré (), est un homme d'État guinéen qui a gravi tous les échelons de l'administration de son pays jusqu'à en devenir Premier ministre le 20 mai 2008.

## Biographie
Né en 1951 à Mali (région de Labé, Guinée, au nord du Fouta-Djalon), il est marié et père de quatre enfants dont une fille. Après ses brillantes études, le docteur Ahmed Tidiane Souaré entre dans l'administration guinéenne en tant que membre du Comité de suivi des mesures d'application du programme de réformes économiques, financières et administratives à la présidence de la République, de 1988 à 1990.
De 1990 à 1994, il a été coordinateur du Bureau de suivi, d'évaluation et de contrôle à la présidence de la République,structure qui reçoit les rapports des ministères et des ambassades, formule des observations à l’intention du président et lui soumet des études techniques. 
Il est ensuite successivement président du comité d'importation des produits pétroliers ; rapporteur de la commission d'État de liquidation ONAH-ASP, et vice-président du comité technique de réévaluation des actifs immobiliers de l'État (COTERI) à la présidence de la République.
Entre 1994 et 1996 il est chef de cabinet du ministère du Contrôle économique et financier assurant la présidence du comité de coordination économique et financière du gouvernement (CCEF)
De 1996 à 1997, Ahmed Tidiane Souaré est chef de cabinet du ministère délégué auprès du Premier ministre chargé du budget et de la restructuration du secteur parapublic.
Entre 1997 et 2002, il est chef de cabinet du ministère de l'Économie et des Finances et de ce fait administrateur général de la SOTELGUI et vice-président du Comité interministériel de suivi du secteur pétrolier (CISSP).
Le 2 janvier 2002, Souaré est nommé Inspecteur général des finances ; il présidera alors le conseil d'administration de l'OPG et deviendra administrateur de GUINOMAR.
Le 8 mars 2005, il entre au gouvernement pour la première fois comme ministre des Mines et de la Géologie.
Après le départ de Cellou Dalein Diallo, qui l'avait fait entrer au gouvernement, il devient le 29 mai 2006, ministre d'État chargé du développement social et culturel, ministre de l'Enseignement supérieur et de la Recherche scientifique.
La révolte populaire de janvier 2007 ayant balayé l’équipe à laquelle il appartenait, c'est quatorze mois plus tard, le 20 mai 2008, que le docteur Ahmed Tidiane Souaré revient au gouvernement, cette fois-ci en qualité que Premier ministre, chef de gouvernement.
Le 22 décembre 2008, aux côtés du président de l'Assemblée nationale, il annonce à la radio et à la télévision le décès du président Lansana Conté et décrète quarante jours de deuil national. Le lendemain, une tentative de coup d'État militaire, démentie par Souaré, rend la situation très confuse. Le 24 décembre 2008, le capitaine Moussa Dadis Camara, chef des putschistes, s'autoproclame président de la République, et promet des élections « libres, crédibles et transparentes » en décembre 2010.